# Stavitel mostů (ocenění)

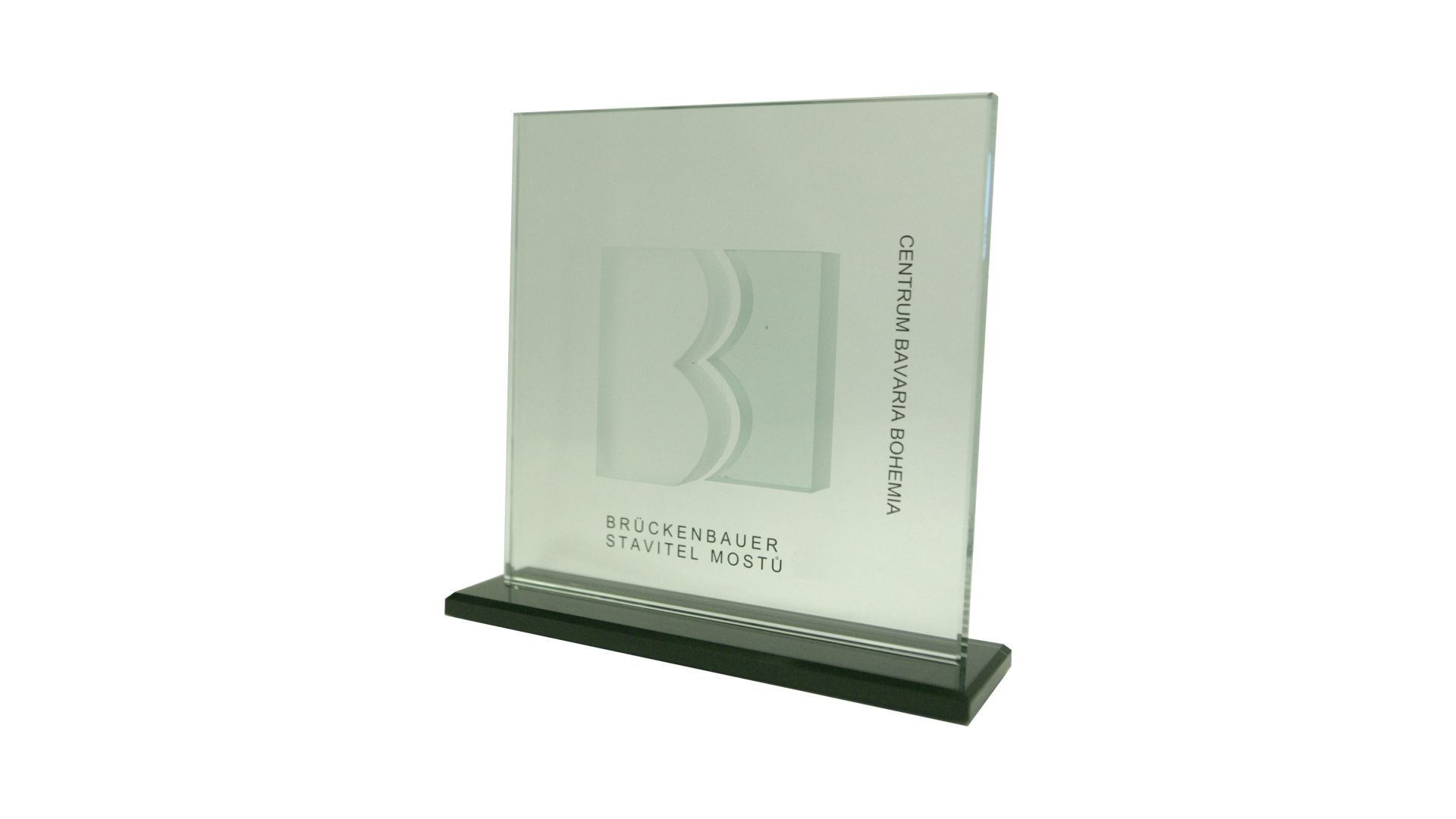
Pokál ze skla zobrazující logo spolku Bavaria Bohemia e.V.

Spolek Bavaria Bohemia e. V., zřizovatel Centra Bavaria Bohemia (CeBB) v Schönsee, udělil cenu Brückenbauer | Stavitel mostů poprvé v roce 2007 na podnět svého kuratoria.
Cena je každoročně udělována jednotlivým osobnostem, institucím a partnerským projektům za neúnavnou, příkladnou a směr udávající práci při prohlubování dobrého sousedství mezi českými a bavorskými sousedními regiony.
Nositeli ocenění jsou osobnosti, které se – často v rámci čestného úřadu, daleko nad rámec svých profesních povinností a mimo hlavní zájem veřejnosti – věnují přeshraniční spolupráci a jdou druhým svou činností příkladem.
Nositelé ocenění z řad institucí pracují na přeshraničních kulturních, vzdělávacích a partnerských projektech, které se snaží přispívat k pochopení sousední země, jsou realizovány v rámci partnerství a podporují porozumění mezi národy.
Cena Brückenbauer | Stavitel mostů si klade za cíl motivovat i další osobnosti a projekty k následování již oceněných. K přeměně kulturního a partnerského života v českých a bavorských sousedních regionech ze života „vedle sebe“ na život „společně“ je zapotřebí mnoha lidí a institucí, které se rozličným způsobem věnují rozvíjení a oživování dobrého sousedství.
Cena zobrazuje logo Bavaria Bohemia v podobě skleněné plastiky a je udělována spolu s listinou.
| rok  | kategorie                                 | nositel ocenění                                                                              |
| ---- | ----------------------------------------- | -------------------------------------------------------------------------------------------- |
| 2007 | osobnosti                                 | František Čurka                                                                              |
| 2007 | osobnosti                                 | Vlastimil Dřímal                                                                             |
| 2007 | osobnosti                                 | Ladislav Fňouka                                                                              |
| 2007 | osobnosti                                 | Wolfgang Herzer                                                                              |
| 2007 | osobnosti                                 | Jan Horník                                                                                   |
| 2007 | osobnosti                                 | Egid Hofmann                                                                                 |
| 2007 | osobnosti                                 | Zbyněk Illek                                                                                 |
| 2007 | osobnosti                                 | Jaroslava Seidlmayer                                                                         |
| 2007 | osobnosti                                 | Bernhard Setzwein                                                                            |
| 2007 | osobnosti                                 | Herbert Unnasch                                                                              |
| 2007 | osobnosti                                 | Anton Witt                                                                                   |
| 2007 | kulturní iniciativy / partnerské projekty | Bavorsko – český letní festival Bärnau/Tachov                                                |
| 2007 | kulturní iniciativy / partnerské projekty | Jugendbildungsstätte der KAB & CAJ gGmbH a spolek Knoflík                                    |
| 2008 | osobnosti                                 | Katharina Eisch-Angus                                                                        |
| 2008 | osobnosti                                 | Pavel Faschingbauer                                                                          |
| 2008 | osobnosti                                 | Max Fischer                                                                                  |
| 2008 | osobnosti                                 | Marcel Fišer                                                                                 |
| 2008 | osobnosti                                 | Heidi a Hans-Joachim Goller                                                                  |
| 2008 | osobnosti                                 | Josef Hrubý                                                                                  |
| 2008 | osobnosti                                 | Hermann Plötz                                                                                |
| 2008 | osobnosti                                 | Zdeněk Procházka                                                                             |
| 2008 | osobnosti                                 | František Vlček                                                                              |
| 2008 | osobnosti                                 | Hans Wurm                                                                                    |
| 2008 | kulturní iniciativy / partnerské projekty | Sdružení měst s husitskými dějinami a tradicí                                                |
| 2008 | kulturní iniciativy / partnerské projekty | Podpůrný svaz Německo-českých škol mezi Norimberkem a Prahou e.V.                            |
| 2009 | osobnosti                                 | Erwin Aschenbrenner                                                                          |
| 2009 | osobnosti                                 | Bernhard M. Baron                                                                            |
| 2009 | osobnosti                                 | Věra a Tadeusz Biedroň                                                                       |
| 2009 | osobnosti                                 | Alois Gilitzer                                                                               |
| 2009 | osobnosti                                 | Kaspar Sammer                                                                                |
| 2009 | osobnosti                                 | Georg Schatz                                                                                 |
| 2009 | osobnosti                                 | Josef Thums                                                                                  |
| 2009 | osobnosti                                 | Gertrud Trepková                                                                             |
| 2009 | osobnosti                                 | Miroslava Vacková                                                                            |
| 2009 | kulturní iniciativy / partnerské projekty | Speciální pedagogické podpůrné centrum Cham a Základní škola praktická Domažlice             |
| 2009 | kulturní iniciativy / partnerské projekty | Partnerský projekt Základní školy Trautwein v Moosbachu a Základní školy v Bělé nad Radbuzou |
| 2009 | čestná cena                               | Hans Eibauer                                                                                 |
| 2010 | osobnosti                                 | Vladimír Born                                                                                |
| 2010 | osobnosti                                 | Klaus-Hannes Kahler                                                                          |
| 2010 | osobnosti                                 | Alois Öllinger                                                                               |
| 2010 | osobnosti                                 | Václav Peteřík                                                                               |
| 2010 | osobnosti                                 | Jan Samec                                                                                    |
| 2010 | osobnosti                                 | Miroslava Šebestová                                                                          |
| 2010 | osobnosti                                 | Edmund Stern                                                                                 |
| 2010 | osobnosti                                 | Franz Tremmel                                                                                |
| 2010 | osobnosti                                 | Egon Urmann                                                                                  |
| 2010 | kulturní iniciativy / partnerské projekty | Werner-von-Siemens Gymnasium Regensburg a Gymnázium Jindřicha Šimona Baara v Domažlicích     |
| 2010 | kulturní iniciativy / partnerské projekty | Čojčlandská sít                                                                              |
| 2010 | čestná cena                               | Jiří Gruša                                                                                   |
| 2011 | osobnosti                                 | Leopold Graf Deym                                                                            |
| 2011 | osobnosti                                 | Josef Gillitzer                                                                              |
| 2011 | osobnosti                                 | Kristina Jurosz-Landová                                                                      |
| 2011 | osobnosti                                 | Věra Knetlová                                                                                |
| 2011 | kulturní iniciativy / partnerské projekty | Občanské sdružení Antikomplex                                                                |
| 2011 | kulturní iniciativy / partnerské projekty | Česko-německý stůl pro stálé hosty „Ahoj sousedé! – Hallo Nachbar!"                          |
| 2012 | osobnosti                                 | Pavel Fencl                                                                                  |
| 2012 | osobnosti                                 | Horst Frickinger                                                                             |
| 2012 | osobnosti                                 | Widmar Hader                                                                                 |
| 2012 | osobnosti                                 | Tomáš Jílek, CSc.                                                                            |
| 2012 | osobnosti                                 | Rita Kielhorn                                                                                |
| 2012 | kulturní iniciativy / partnerské projekty | Partnerské výbory měst Sokolov a Schwandorf                                                  |
| 2012 | kulturní iniciativy / partnerské projekty | Sdružení přátel poutního komplexu Chlum Svaté Maří                                           |
| 2012 | kulturní iniciativy / partnerské projekty | Jazyková ofenzíva Čeština na reálných školách v Horní Falci                                  |
| 2012 | čestná cena                               | František Radkovský                                                                          |
| 2013 | osobnosti                                 | Walter Annuß                                                                                 |
| 2013 | osobnosti                                 | Dalibor Blažek                                                                               |
| 2013 | osobnosti                                 | Anna Kocourková a Karel Kocourek                                                             |
| 2013 | kulturní iniciativy / partnerské projekty | Česko-německá fotbalová škola a OS Fotbal bez hranic I Česko-německá fotbalová škola         |
| 2013 | kulturní iniciativy / partnerské projekty | Základní a střední škola Tiefenbach a Základní škola Štěnovice                               |
| 2013 | hospodářství                              | Josef Kappenberger, K+B E-Tech GmbH & Co. KG                                                 |
| 2013 | hospodářství                              | Helmut Schweiger, Gerresheimer Horsovský Týn spol. s.r.o                                     |
| 2014 | osobnosti                                 | Friedrich Brandl                                                                             |
| 2014 | osobnosti                                 | Emil Kronschnabl                                                                             |
| 2014 | osobnosti                                 | Václav Maidl                                                                                 |
| 2014 | osobnosti                                 | Stephan Unglaub                                                                              |
| 2014 | kulturní iniciativy / partnerské projekty | Projekt mateřských škol mezi partnerskými obcemi Waldthurn a Hostouň                         |
| 2014 | kulturní iniciativy / partnerské projekty | Občanské sdružení Karel Klostermann – spisovatel Šumavy, sekce Srní a Grafenau               |
| 2014 | hospodářství                              | Hartmut Wolff                                                                                |
| 2014 | čestná cena                               | Hans Schaidinger                                                                             |
| 2014 | čestná cena                               | Martin Baxa                                                                                  |
| 2015 | osobnosti                                 | Edeltraud Caranová a Dušan Caran                                                             |
| 2015 | osobnosti                                 | Hubert Huber                                                                                 |
| 2015 | osobnosti                                 | Karl Reitmeier                                                                               |
| 2015 | osobnosti                                 | Zdeněk Roučka                                                                                |
| 2015 | osobnosti                                 | Albrecht Schläger                                                                            |
| 2015 | osobnosti                                 | Ivan Slabý                                                                                   |
| 2015 | kulturní iniciativy / partnerské projekty | Bohemicum Regensburg – Passau                                                                |
| 2015 | kulturní iniciativy / partnerské projekty | Ortenburg-Gymnasium Oberviechtach a Obchodní akademie Praha                                  |
| 2015 | hospodářství                              | Ernst und Thomas Hanauer, emz-Hanauer GmbH & Co. KGaA                                        |
| 2016 | kulturní iniciativy / partnerské projekty | Joseph-von-Fraunhofer-Gymnasium Cham a Gymnázium Luďka Pika v Plzni                          |
| 2016 | čestná cena                               | Birgit Seelbinder                                                                            |
| 2016 | čestná cena                               | Bernd Posselt                                                                                |
| 2016 | čestná cena                               | Karel Schwarzenberg                                                                          |
| 2017 | osobnosti                                 | Masumi Böttcher-Muraki                                                                       |
| 2017 | osobnosti                                 | Petr Rojík                                                                                   |
| 2017 | osobnosti                                 | Johann Walbrunn                                                                              |
| 2017 | kulturní iniciativy / partnerské projekty | Česko-německá mateřská škola „Fuchsbau“ / „Liščí nora“                                       |
| 2017 | kulturní iniciativy / partnerské projekty | Naabtal-Realschule Nabburg a Základní škola Horšovský Týn                                    |
| 2017 | kulturní iniciativy / partnerské projekty | Grundschule und Mittelschule Altenstadt a.d.Waldnaab a Základní škola Kladruby               |
| 2017 | kulturní iniciativy / partnerské projekty | Gymnasium Zwiesel a Gymnázium Vodňany                                                        |
| 2018 | osobnosti                                 | František Kubů                                                                               |
| 2018 | osobnosti                                 | Dana Pflaum                                                                                  |
| 2018 | osobnosti                                 | Herbert Pöhnl                                                                                |
| 2018 | osobnosti                                 | Michal Šnebergr                                                                              |
| 2018 | kulturní iniciativy / partnerské projekty | Česká škola v Řezně                                                                          |
| 2018 | kulturní iniciativy / partnerské projekty | Partnerství Landkreismusikschule Cham, ZUŠ Klatovy a ZUŠ Domažlice                           |
| 2018 | hospodářství                              | Obchodní a průmyslová komora Řezno                                                           |
| 2018 | čestná cena                               | Daniel Herman                                                                                |
| 2018 | čestná cena                               | Emilia Müller                                                                                |
| 2019 | osobnosti                                 | Vladimír Líbal                                                                               |
| 2019 | osobnosti                                 | Ludwig Rechenmacher                                                                          |
| 2019 | osobnosti                                 | Kateřina Kovačková                                                                           |
| 2019 | osobnosti                                 | Cordula Winzer-Chamrád a Petr Chamrád                                                        |
| 2019 | kulturní iniciativy / partnerské projekty | spolek Pascherverein Schönseer Land e.V.                                                     |
| 2020 | osobnosti                                 | Veronika Kupková                                                                             |
| 2020 | osobnosti                                 | Eugenie von Trützschler                                                                      |
| 2020 | osobnosti                                 | Karl Suchý                                                                                   |
| 2020 | kulturní iniciativy / partnerské projekty | Školní partnerství Realschule Vohenstrauß - Gymnázium a obchodní akademie Stříbro            |
| 2020 | čestná cena                               | Jaroslav Rudiš                                                                               |
| 2021 | Zvláštní cena                             | Pendleři - zastoupeny Asociací pendlerů ČR                                                   |
| 2022 | osobnosti                                 | Heidi Wolf                                                                                   |
| 2022 | osobnosti                                 | Irene Fritz                                                                                  |
| 2022 | osobnosti                                 | Andi Dünne                                                                                   |
| 2022 | osobnosti                                 | Václava Jandečková                                                                           |
| 2022 | osobnosti                                 | Jan Kvapil                                                                                   |
| 2022 | kulturní iniciativy / partnerské projekty | Partnerství školy Werner-von-Siemens Schule Cham - SOU Domažlice                             |
| 2023 | osobnosti                                 | Heinrich Vierlinger                                                                          |
| 2023 | osobnosti                                 | Štěpán Karel Odstrčil                                                                        |
| 2023 | kulturní iniciativy / partnerské projekty | SC Weiding e.V.                                                                              |
| 2023 | kulturní iniciativy / partnerské projekty | Partnerství obcí Hostouň - Waldthurn                                                         |
| 2023 | hospodářství                              | Konplan s.r.o.                                                                               |
| 2024 | osobnosti                                 | Dr. phil. Jeand Ritzke Rutherford & Karl-Ludwig Ritzke                                       |
| 2024 | osobnosti                                 | Bára Procházková                                                                             |
| 2024 | kulturní iniciativy / partnerské projekty | Sigmund-Wann-Realschule Wunsiedel                                                            |
| 2024 | čestná cena                               | Dr. Ludwig Spaenle                                                                           |
| 2024 | čestná cena                               | Prof. Dr. Jiří Fajt                                                                          |